# Vérines
Vérines is een gemeente in het Franse departement Charente-Maritime (regio Nouvelle-Aquitaine). De plaats maakt deel uit van het arrondissement La Rochelle. Vérines telde op 1 januari 2022 2.375 inwoners.

## Geografie
De oppervlakte van Vérines bedroeg op 1 januari 2022 13,35 vierkante kilometer; de bevolkingsdichtheid was toen 177,9 inwoners per km².
De onderstaande kaart toont de ligging van Vérines met de belangrijkste infrastructuur en aangrenzende gemeenten.

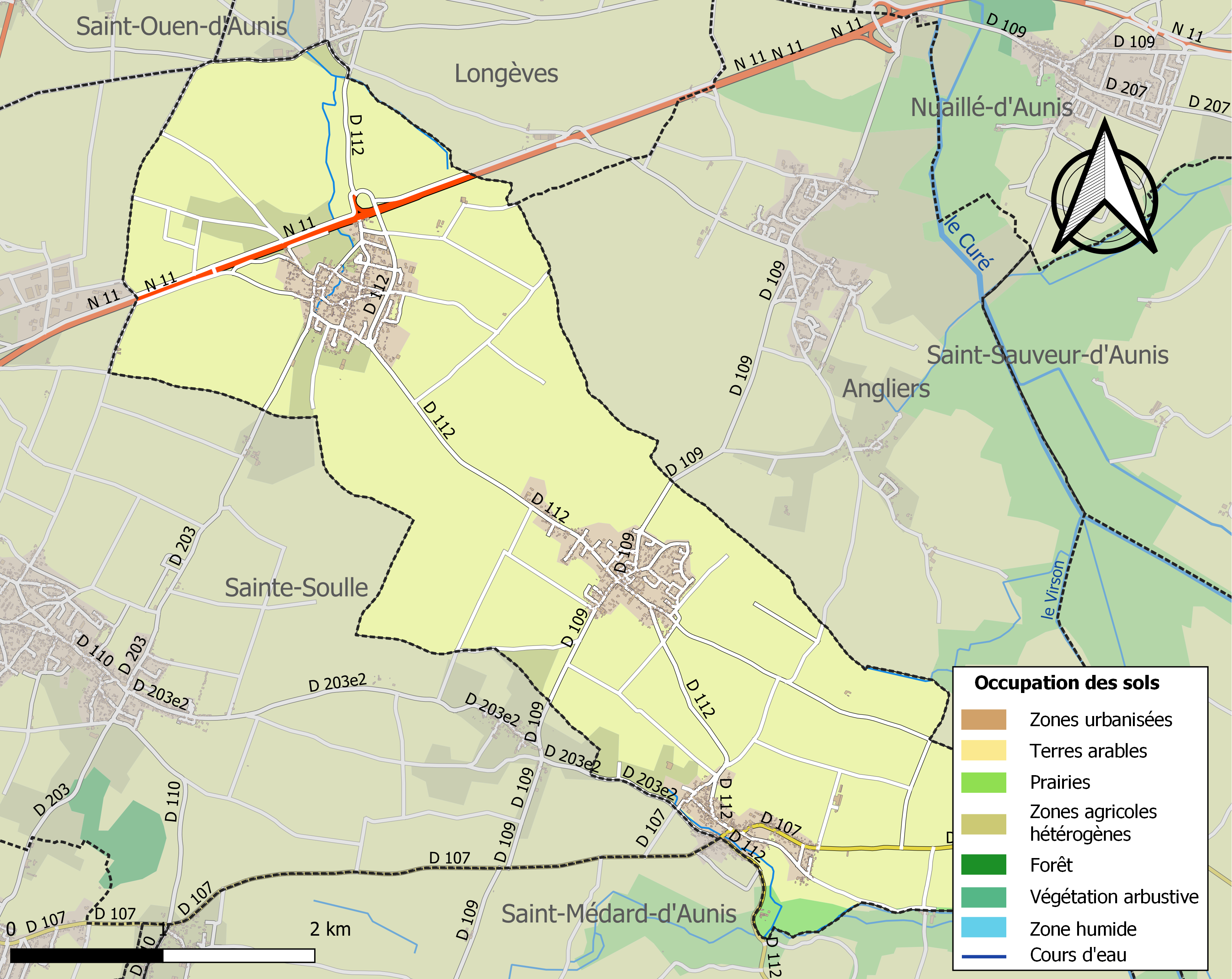

## Demografie
Onderstaande figuur toont het verloop van het inwonertal (bron: INSEE-tellingen).